# Tomohisa Asō
Pour les articles homonymes, voir Asō.
Tomohisa Asō (麻生 智久, Asō Tomohisa), né Takuya Matsumaru (松丸 卓也, Matsumaru Takuya) le 13 mai 1949 dans la préfecture de Kanagawa, est un seiyū. Il travaille pour Aoni Production.

## Rôles
- Dragon Ball Z : Puipui
- Fragile Dreams : The Merchant